# آلفرد هوگنبرگ
آلفْرِد اِرنْسْت کریستیان آلِکساندِر هوگِنبِرگ(به آلمانی: Alfred Ernst Christian Alexander Hugenberg) (زاده ۱۹ ژوئن ۱۸۶۵ – درگذشته ۲۱ مارس ۱۹۵۱) سرمایه‌دار و سیاستمدار مشهور آلمانی بود. وی یکی از شخصیت‌های برجسته ملی‌گرا در آلمان است. هاگنبرگ نقش پررنگی در تبلیغات برای هیتلر داشت و کمک شایانی در فعالیت‌های تبلیغاتی آدولف هیتلر انجام می‌داد. آلفرد هاگنبرگ در رشته حقوق دانشگاه گوتنبرگ فارغ‌التحصیل شد. وی در طول جنگ جهانی اول فعالیت‌های مستمری در صحنه سیاسی آلمان داشت و در این دوره اعتقادات پان‌ژرمنیسم پیدا کرد. اما پس از جنگ جهانی و تأسیس حزب ملی سوسیالیست کارگران آلمان توسط آدولف هیتلر، هاگنبرگ علاقه خود را به حزب هیتلر نشان داد و حزب نازی هم حمایت خود را از هاگنبرگ و حزب ملی مردم آلمان اعلام کرد.
پس از صدراعظم شدن آدولف هیتلر، رئیس جمهور پاول فون هیندنبورگ پیشنهاد داد تا وزارت اقتصاد و کشاورزی به آلفرد هاگنبرگ واگذار شود.